# Gieorgij Bieriozko
Gieorgij Siergiejewicz Bieriozko (ros. Георгий Сергеевич Берёзко; ur. 7 listopada 1905, zm. 2 listopada 1982) – radziecki pisarz, scenarzysta filmowy.

## Wybrane dzieła

### Książki
- 1946: Noc dowódcy (Ночь полководца)[1]

### Scenariusze filmowe
- 1948: Szara szyjka (Серая Шейка)
- 1956: Brzydkie kaczątko (Гадкий утёнок)
- 1961: Skok o świcie (Прыжок на заре)

### Tekst pieśni
- 1937: Czerwony Kapturek (Красная Шапочка)